# حمى ذهب كلوندايك

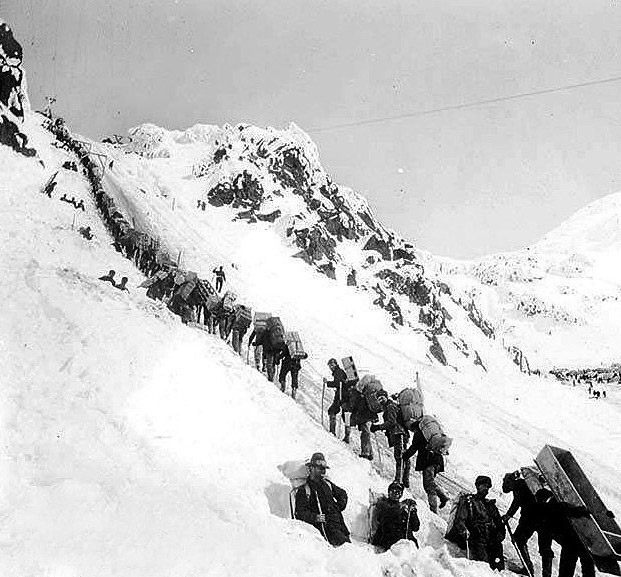
المنقبون وهم يصعدون ممر تشيلكوت

حمى ذهب كلوندايك (بالإنجليزية: Klondike gold rush)‏ هي موجة هجرة تقدر بنسبة 100,000 منقب إلى منطقة كلوندايك في يوكون في شمال غرب كندا بين عامي 1896 و 1899. تم اكتشاف الذهب هناك من قبل عمال المناجم المحليين في 16 أغسطس 1896، ووصلت أنباء هذا الاكتشاف إلى سياتل وسان فرانسيسكو في العام التالي، وتسبب في هجمة من جموع المنقبين. أصبح بعضهم أثرياء، ولكن جهود الأغلبية ذهبت عبثا. انتهت حمى الذهب في كلوندايك في عام 1899 بعد اكتشاف الذهب في نوم، ألاسكا ما تسبب بنزوح جماعي من كلوندايك. وقد خلدت هذه الهجرات بالصور والكتب والأفلام والأعمال الفنية.
سلك معظم المنقبين طريقهم إلى كلوندايك عبر موانئ ديا وسكاغواي في جنوب شرق ألاسكا. ومن هنا، يأخذون الطريق إما عبر تشيلكوت أو مسارات وايت باس إلى نهر يوكون وصولا إلى كلوندايك. وطلبت السلطات الكندية من كل منهم إحضار مؤونة من الغذاء تكفي سنة لمنع المجاعات. كانت معداتهم ثقيلة ويبلغ وزنها قرابة الطن، واضطر معظمهم لحملها بأنفسهم على مراحل. وإلى جانب التضاريس الجبلية والمناخ البارد، فإن أغلبهم لم يصلوا حتى صيف 1898. ومن وصل منهم لم يجدوا الكثير من الفرص وغادر العديد منهم خائبين.
مثل موضوع التعدين تحديا للمنقبين إذ كان الذهب الخام موزعا بشكل متفاوت وأبطأ الجليد الدائم عمليات الحفر. ونتيجة لذلك، اختار بعض المنقبين شراء وبيع أماكن التعدين، وبناء استثمارات ضخمة والسماح للآخرين للقيام بهذا العمل. نشأت المدن وازدهرت لاستيعاب المنقبين على طول طرق التعدين وفي نهايتها تأسست بلدة داوسون سيتي في ملتقى نهري كلوندايك ويوكون. حيث كان عدد سكانها 500 في عام 1896، وازدهرت بسرعة لتأوي حوالي 30,000 نسمة بحلول صيف 1898. عانت داوسون سيتي من الحرائق وارتفاع الأسعار والأوبئة، وذلك أنها بنيت من الخشب وكانت معزولة وغير صحية. ولكن رغم هذا، فقد أنفق المنقبون الأغنياء أموالا طائلة على القمار والشراب في الصالونات. من ناحية أخرى، فقد عانت قبائل الهان الهندية الأصلية في المنطقة من حمى الذهب، وتوفي العديد منهم بعد نقلهم إلى محميات لإفساح الطريق لجموع المهاجرين.
من عام 1898، لم تعد الصحف التي شجعت الكثيرين على السفر إلى كلوندايك تهتم بالموضوع. ثم وصلت الأخبار في صيف عام 1899 أن الذهب قد اكتشف في نوم غرب ألاسكا، فترك العديد من المنقبين كلوندايك نحو حقول الذهب الجديدة، ما مثل نهاية الحمى. انحسرت المدن المزدهرة وتراجع عدد سكان مدينة داوسون. استمر نشاط التعدين في حمى الذهب حتى عام 1903 عندما وصل الإنتاج لذروته بعد جلب المعدات الثقيلة. ومنذ ذلك الحين تم التنقيب في كلوندايك بشكل متقطع، واليوم فإن إرث الحمى يجذب السياح إلى المنطقة ويساهم في ازدهارها. 